# 등급 대수
환론에서 등급 대수(等級代數, 영어: graded algebra)는 그 원소들이 어떤 등급(等級, 영어: grade)을 가진 결합 대수이다.

## 정의
다음과 같은 데이터가 주어졌다고 하자.
- 가환환 {\displaystyle K}
- 모노이드 {\displaystyle (N,\cdot )}
- 각 {\displaystyle n\in N}에 대하여, {\displaystyle K}-가군 {\displaystyle A_{n}}. 편의상 {\displaystyle \textstyle A=\bigoplus _{n\in N}A_{n}}로 표기하자.
- {\displaystyle A} 위의 {\displaystyle K}-결합 대수 구조

이 구조가 다음 두 조건을 만족시킨다고 하자.
- {\displaystyle A_{m}A_{n}\subseteq A_{mn}\qquad (\forall m,n\in N)}
- {\displaystyle \phi (K)\subseteq A_{1}}

이 경우, {\displaystyle A}를 {\displaystyle N}등급을 가진 등급 대수라고 한다. {\displaystyle K=\mathbb {Z} } (정수환) 위의 단위 결합 대수는 환이므로, {\displaystyle \mathbb {Z} } 위의 등급 대수는 등급환(等級環, 영어: graded ring)이라고 한다.
통상적으로, 등급의 종류가 주어지지 않았을 경우 {\displaystyle N=\mathbb {N} } (음이 아닌 정수들의 덧셈에 대한 모노이드)라고 놓는다. 등급이 {\displaystyle \mathbb {Z} /2} (2차 순환군)인 경우, 등급 대수를 초대수(超代數, 영어: superalgebra)라고 부르기도 한다.

### 동급 원소
등급 대수 {\displaystyle A}의 원소 {\displaystyle a\in A}는 다음과 같이 두 종류로 나뉜다.
- 만약 {\displaystyle a\in A_{n}}인 {\displaystyle n\in N}이 존재할 경우 {\displaystyle a}를 동급 원소(同級, 영어: homogeneous element)라고 한다. 만약 {\displaystyle a\neq 0}이라면 이는 유일하며, {\displaystyle n}을 {\displaystyle a}의 등급이라고 한다. 이는 보통 {\displaystyle \deg A}로 표현한다. (0은 동급 원소이지만, 그 등급은 유일하게 정의될 수 없다.)
- 만약 {\displaystyle a\in A_{n}}인 {\displaystyle n}이 존재하지 않을 경우 {\displaystyle a}를 비동급 원소(영어: inhomogeneous element)라고 한다. 예를 들어, 서로 다른 등급의 두 동급 원소들의 합은 비동급 원소다.

### 준동형
가환환 {\displaystyle K} 위의, 모노이드 {\displaystyle N} 등급의 두 등급 대수 {\displaystyle A}, {\displaystyle B} 사이의 등급 대수 준동형(영어: graded-algebra homomorphism) {\displaystyle f\colon A\to B}은 다음과 같은 조건을 만족시키는 결합 대수 준동형이다.
{\displaystyle \deg f(a)=\deg a\qquad \forall n\in N,\;a\in A_{n}\setminus \{0\}}
즉, 등급을 보존하는 결합 대수 준동형이다. 이에 따라, {\displaystyle K} 위의 {\displaystyle N}등급 대수들과 등급 대수 준동형들은 범주 (대수 구조 다양체)
{\displaystyle \operatorname {grAlg} _{K,N}}
를 이룬다.
보다 일반적으로, 두 모노이드 사이의 모노이드 준동형 {\displaystyle \phi \colon M\to N} 및 {\displaystyle K} 위의 {\displaystyle M}등급 대수 {\displaystyle A}와 {\displaystyle N}등급 대수 {\displaystyle B}가 주어졌을 때, {\displaystyle \phi } 위의 등급 대수 준동형 {\displaystyle f\colon A\to B}은 다음 조건을 만족시키는 결합 대수 준동형이다.
{\displaystyle \deg f(a)=\phi (\deg a)\qquad \forall n\in N,\;a\in A_{n}\setminus \{0\}}

## 성질
가환 모노이드 {\displaystyle (N,+,0)}가 추가로 가환 반환의 구조 {\displaystyle (N,+,\cdot ,0,1)}를 가진다고 하자. 또한, 다음과 같은 모노이드 준동형이 존재한다고 하자.
{\displaystyle \sigma \colon (N,+,0)\to \left(\{k\in K\colon k^{2}=1\},\cdot \right)}
만약 {\displaystyle (N,+)}-등급 {\displaystyle K}-대수 {\displaystyle A}가 다음 조건을 만족시킨다면, {\displaystyle K}가 등급 가환 대수(영어: graded-commutative algebra)라고 한다.
{\displaystyle ab=\sigma (mn)ba\qquad \forall a\in A_{m},\;b\in A_{n}}
물론, 만약 {\displaystyle K}의 표수가 2 또는 1이라면 (즉, {\displaystyle +1=-1}이라면) 등급 가환 등급 대수의 개념은 가환 등급 대수의 개념과 일치한다.

## 연산

### 직합
가환환 {\displaystyle K}와 모노이드 {\displaystyle N}, {\displaystyle N'}이 주어졌을 때, {\displaystyle N}-등급 {\displaystyle K}-대수 {\displaystyle A} 및 {\displaystyle N'}-등급 {\displaystyle K}-대수 {\displaystyle A'}의 직합(영어: direct sum) {\displaystyle A\oplus A'}은 다음과 같은 {\displaystyle N\times N'}-등급 {\displaystyle K}-대수이다.
- {\displaystyle K}-가군으로서 {\displaystyle A\oplus A'}은 가군의 직합이다.
- {\displaystyle (A\oplus A')_{n,n'}=A_{n}\oplus A'_{n'}}
- {\displaystyle (a,a')(b,b')=(ab,a'b')\qquad \forall a,b\in A,\;a',b'\in A')}

### 텐서곱
가환환 {\displaystyle K}와 가환 모노이드 {\displaystyle (N,+)}이 주어졌을 때, {\displaystyle N}-등급 {\displaystyle K}-대수 {\displaystyle A}, {\displaystyle A'}의 텐서곱(영어: tensor product) {\displaystyle A\otimes _{K}A'}은 다음과 같은 {\displaystyle N}-등급 {\displaystyle K}-대수이다.
- {\displaystyle K}-텐서곱으로서 {\displaystyle A\otimes _{K}A'}은 가군의 텐서곱이다.
- {\displaystyle (A\otimes _{K}A')_{n}=\bigoplus _{n_{1},n_{2}\in N\colon n_{1}+n_{2}=n}A_{n}\otimes _{K}A'_{n}}
- {\displaystyle (a\otimes _{K}a')(b\otimes _{K}b')=(ab)\otimes (a'b')\qquad \forall a,b\in A,\;a',b'\in A'}

보다 일반적으로, {\displaystyle N}이 가환 모노이드이며, 그 위에 추가로 가환 반환의 구조가 주어졌다고 하자. 즉, 이 경우 {\displaystyle (N,+)}-등급 {\displaystyle K}-대수 {\displaystyle A}에 대하여
{\displaystyle A_{m}A_{n}\subseteq A_{m+n}}
이 된다. 또한, 모노이드 준동형
{\displaystyle \sigma \colon (N,+)\to \left(\{k\in K\colon k^{2}=1\},\cdot \right)}
이 주어졌다고 하자. 그렇다면 두 {\displaystyle (N,+)}-등급 {\displaystyle K}-대수 {\displaystyle A}, {\displaystyle A'}에 대하여 등급 텐서곱(영어: graded tensor product) {\displaystyle A{\hat {\otimes }}_{K}A'}은 다음과 같은 {\displaystyle N}-등급 {\displaystyle K}-대수이다.
- {\displaystyle K}-텐서곱으로서 {\displaystyle A{\hat {\otimes }}_{K}A'}은 가군의 텐서곱 {\displaystyle A\otimes _{K}A'}이다.
- {\displaystyle (A{\hat {\otimes }}_{K}A')_{n}=\bigoplus _{n_{1},n_{2}\in N\colon n_{1}+n_{2}=n}A_{n}\otimes _{K}A'_{n}}
- {\displaystyle (a\otimes _{K}a')(b\otimes _{K}b')=\sigma (m,n)(ab)\otimes (a'b')\qquad \forall a\in A,\;b\in A_{m},\;a'\in A'_{n},\;b'\in A'}

이는 흔히 {\displaystyle N=\mathbb {Z} } 또는 {\displaystyle N=\mathbb {N} } 또는 {\displaystyle N=\mathbb {Z} /2}이며,
{\displaystyle \sigma \colon n\mapsto (-1)^{n}}
인 경우 사용된다.
두 등급 가환 {\displaystyle \mathbb {Z} /2}-등급 {\displaystyle K}-대수 {\displaystyle A}, {\displaystyle A'}이 주어졌을 때, 등급 텐서곱 {\displaystyle A{\hat {\otimes }}_{K}A'} 역시 등급 가환 대수를 이룬다. 그러나 텐서곱 {\displaystyle A\otimes _{K}A'}는 일반적으로 등급 가환 대수가 아니다.

### 등급의 망각
모노이드 {\displaystyle N} 등급을 갖는, 가환환 {\displaystyle K} 위의 등급 대수 {\displaystyle (A_{n})_{n\in N}}가 주어졌으며, 모노이드 준동형
{\displaystyle q\colon N\to {\tilde {N}}}
가 주어졌다고 하자. 그렇다면,  {\displaystyle (A_{n})_{n\in N}}에서 등급 구조를 망각하여
{\displaystyle A_{\tilde {n}}=\bigoplus _{n\in q^{-1}({\tilde {n}})}A_{n}}
를 정의할 수 있으며,
{\displaystyle \bigoplus _{{\tilde {n}}\in {\tilde {N}}}A_{\tilde {n}}}
은 {\displaystyle {\tilde {N}}}-등급 대수를 이룬다. 이는 등급 대수의 범주 사이의 함자
{\displaystyle \operatorname {grAlg} _{K,N}\to \operatorname {grAlg} _{K,{\tilde {N}}}}
를 이룬다.
예를 들어, 자연수 등급의 대수 {\displaystyle (A_{n})_{n\in \mathbb {N} }}는 {\displaystyle \mathbb {N} \to \mathbb {Z} /2}를 통해 등급을 망각하여 초대수 {\displaystyle (A_{n})_{n\in \mathbb {Z} /2}}로 만들 수 있다.

### 무관 아이디얼
가환환 {\displaystyle K} 위의, 자연수 등급의 등급 대수 {\displaystyle A=(A_{n})_{n\in \mathbb {N} }}가 주어졌다고 하자. 그렇다면,
{\displaystyle A_{+}=\bigoplus _{n>0}A_{n}}
은 {\displaystyle A}의 양쪽 아이디얼을 이룬다. 이 양쪽 아이디얼을 무관 아이디얼(無關ideal, 영어: irrelevant ideal)이라고 한다. 또한, 이에 대한 몫대수는 다음과 같다.
{\displaystyle A/A_{+}\cong A_{0}}
{\displaystyle a+A_{+}\mapsto a\qquad \forall a\in A_{0}}

## 예
- 위상 공간 {\displaystyle X} 위의 코호몰로지 환 {\displaystyle \operatorname {H} ^{\bullet }(X)}은 코호몰로지류의 차수에 대하여 자연수 등급을 가진 등급환이다.
- 매끄러운 다양체 {\displaystyle M} 위의 미분 형식의 공간 {\displaystyle \Omega ^{\bullet }(M)}은 차수에 대하여 자연수 등급을 가진 {\displaystyle \mathbb {R} }-등급 대수이다.
- 모노이드 {\displaystyle M}에 대한 모노이드 환은 {\displaystyle M} 등급을 가진 등급환이다.
- 클리퍼드 대수는 {\displaystyle \mathbb {Z} /2\mathbb {Z} }등급을 가진 등급 대수이다.
- 가환환 {\displaystyle K} 위의 가군 {\displaystyle M} 위의 텐서 대수 {\displaystyle \operatorname {T} (M;K)=\bigoplus _{n=0}^{\infty }M^{\otimes _{K}n}}는 {\displaystyle \mathbb {N} }-등급 {\displaystyle K}-대수이며, 이 경우 {\displaystyle \operatorname {T} _{n}(M;K)=M^{\otimes _{K}n}}이다.
- 가환환 {\displaystyle K} 위의 가군 {\displaystyle M} 위의 외대수 {\displaystyle \Lambda (M;K)=\operatorname {T} (M;K)/(m^{2})_{m\in M}}는 {\displaystyle \mathbb {N} }-등급 {\displaystyle K}-대수이다.
- 가환환 {\displaystyle K} 위의 가군 {\displaystyle M} 위의 대칭 대수 {\displaystyle \operatorname {Sym} (M;K)=\operatorname {T} (M;K)/(mn-nm)_{m,n\in M}}는 {\displaystyle \mathbb {N} }-등급 {\displaystyle K}-대수이다. 특히, 가환환 {\displaystyle K} 위의 다항식환 {\displaystyle K[x_{1},...,x_{n}]}은 {\displaystyle \mathbb {N} }-등급 {\displaystyle K}-대수를 이룬다. 이 경우, 등급 대수를 이루는 각 {\displaystyle A_{n}} 들은 (0을 포함한) {\displaystyle n}차 동차다항식들의 집합과 같다.

## 같이 보기
- 미분 등급 대수
- 텐서 대수